# Ziemia Święta
Ziemia Święta (łac. Terra Sancta) – termin pochodzący z Biblii, oznaczający Palestynę i Izrael jako miejsca rozgrywania się wydarzeń Starego i Nowego Testamentu. Od średniowiecza jest używany powszechnie przez chrześcijan, ale także w judaizmie i islamie.
Ziemia Święta jest celem licznych pielgrzymek. Jej opisy można znaleźć w wielu relacjach pielgrzymów starożytnych i współczesnych (np. Pątniczki Egerii (IV w.), Pielgrzyma z Bordeaux (IV w.), Anonima z Piacenzy (VI w.), Mikołaja Krzysztofa Radziwiłła, zwanego Sierotką (XVI w.), Maksymiliana Bawarskiego (XIX w.), Juliusza Słowackiego (XIX w.), Zofii Kossak-Szczuckiej (XX w.).
Różne odłamy chrześcijaństwa mają swoje odpowiednie instytucje, patriarchaty jerozolimskie, spełniające funkcję opieki nad Ziemią Świętą. W swoich oficjalnych nazwach odwołują się one do terminu Ziemia Święta. Z ramienia Kościoła katolickiego franciszkanie należący do prowincji nazywanej Kustodią Ziemi Świętej są oficjalnymi stróżami miejsc świętych związanych z wydarzeniami Nowego Testamentu. Istnieje ona od XIV wieku na terenie kilku krajów Bliskiego Wschodu.
Często Ziemia Święta jest terminem oznaczającym część Bliskiego Wschodu, w której skład wchodzą państwa: Liban, Syria, Izrael wraz z Palestyną, Jordania, część Egiptu z Górą Synaj, niekiedy nawet południowa Turcja.